# Marais de Peccais
Le marais de Peccais est un étang situé près d'Aigues-Mortes. Exploité en tant que marais salant dès l'Antiquité, il a été à la base de la création des Salins du Midi, au XIXe siècle,

## Antiquité

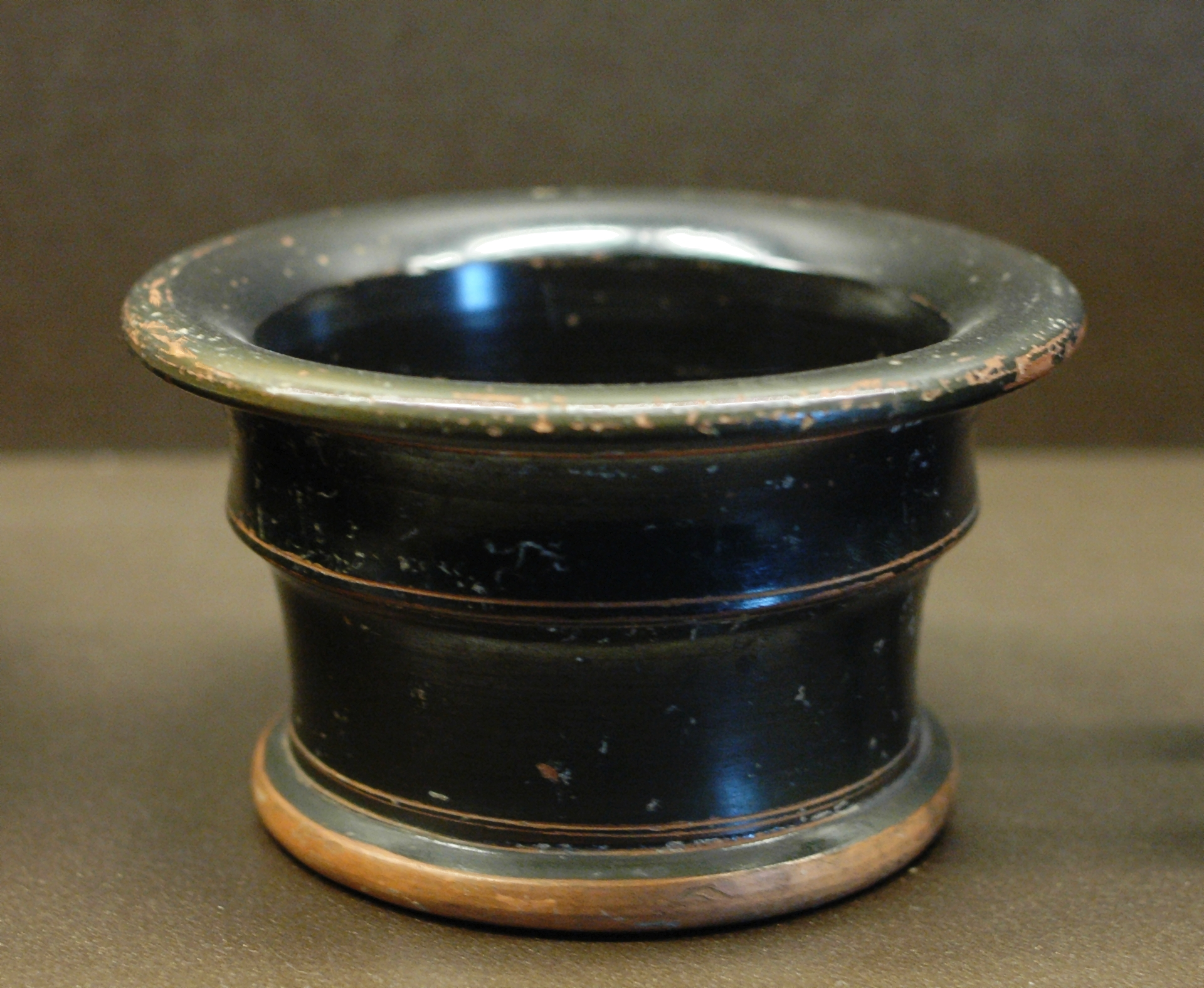
Salière antique en céramique a vernis noir.

La tradition veut que le marais salant doive son nom à Peccius. Il aurait été chargé, au début de l’ère chrétienne, d'en exploiter le sel autour de ce qui deviendrait Aigues-Mortes. Mais il est sûr que l'exploitation du sel avait commencé dès le Néolithique et s'était continuée à la période hellénistique. Cette exploitation antique des salins n'a donné lieu à aucune découverte archéologique majeure et il est prévisible que ses vestiges aient été détruits par les installations des salins modernes

## Moyen Âge

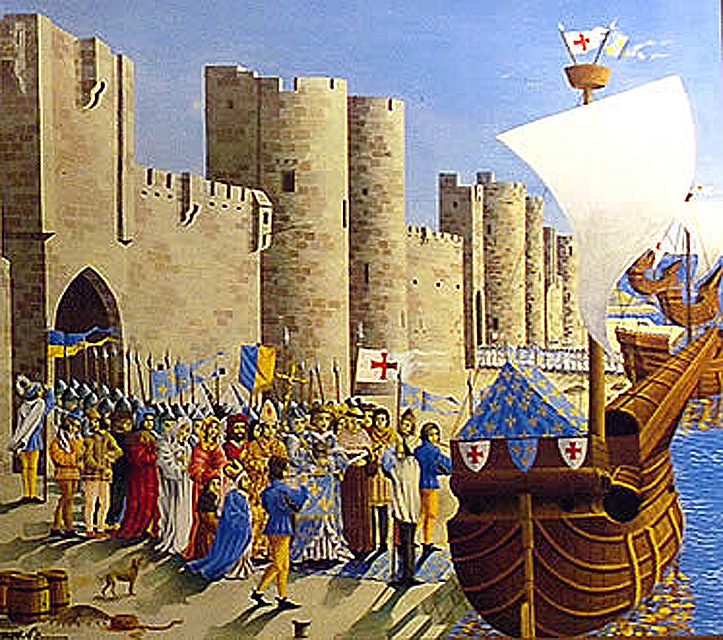
Départ de la septième croisade d'Aigues-Mortes, sur un chenal creusé dans le marais de Peccais.

Au Moyen Âge, les salins de Peccais furent la propriété conjointe de l'abbaye de Psalmody et des seigneurs d'Uzès et d'Aimargues. Quand les moines, en 1248, cédèrent Aigues-Mortes à Louis IX, ils mirent en production un nouveau salin qui fut dénommé Salin de l’Abbé. Puis par une convention avec le sire d'Uzès, les moines établirent des mesures communes pour l’exploitation de leurs marais. Cet acte notifie : « que les mesures, boisseaux ou setiers employés dans leurs salins respectifs seraient de même dimension et que les ouvriers chassés de la propriété des uns ne seraient point reçus dans la propriété des autres ».
Au printemps 1290, Bermond d'Uzès céda à Philippe le Bel ses droits sur Peccais en échange des châteaux et villages de Pouzilhac, de Saint-Martin-de-Jonquières et de Remoulins.

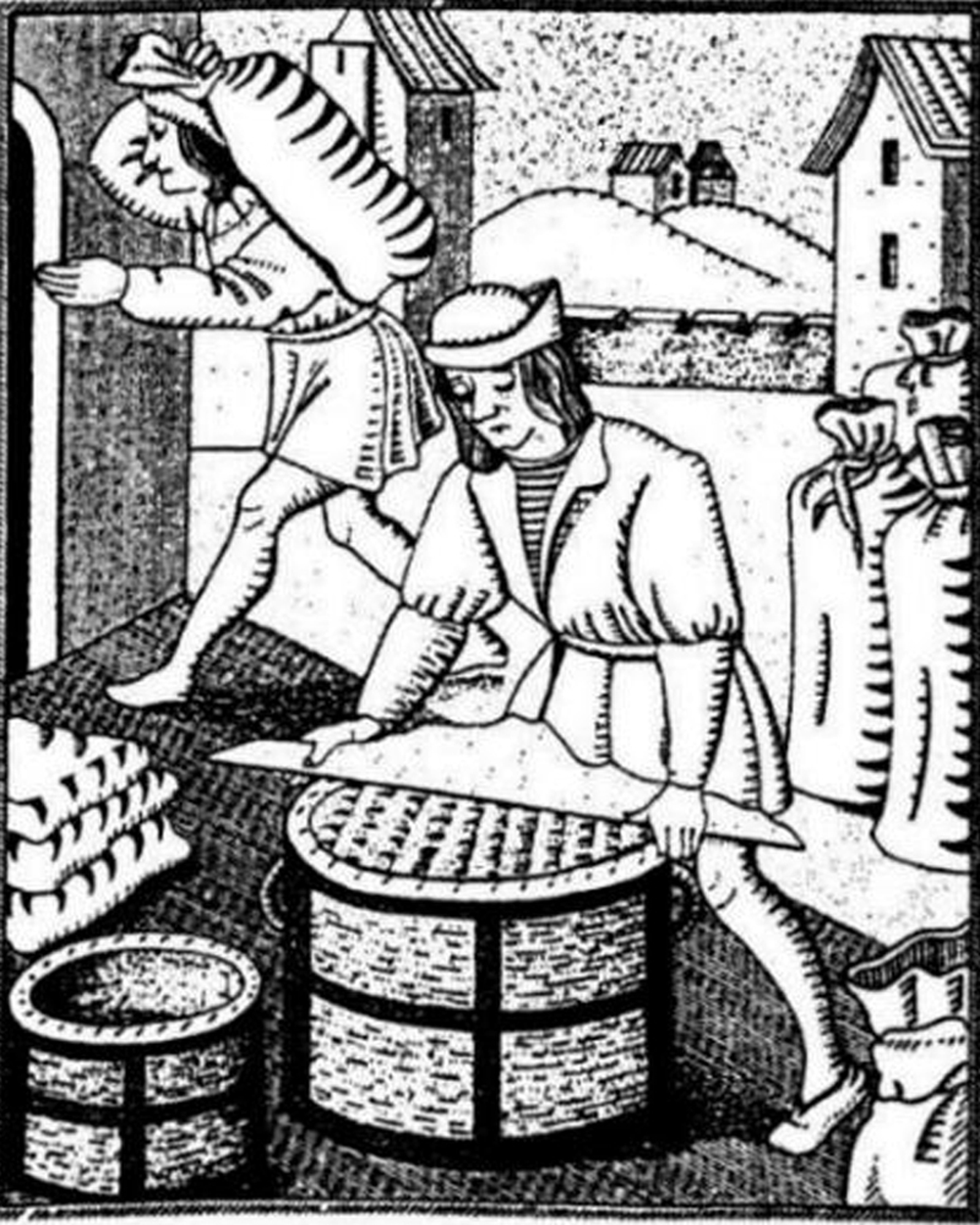
Grenier à sel médiéval.

Francesco di Marco Datini, le plus grand négociant du XIVe siècle, finança le retour de Grégoire XI à Rome avec, en contrepartie, le droit d'exploiter à ferme les salines de Peccais (Salinæ de Peccaysio). Le 18 novembre 1376, il passa avec Nastagio di ser Tommaso un contrat d’association. Ce sel fut entreposé et vendu à partir des greniers à sel de Beaucaire, Orange et Pont-Saint-Esprit. Ce négoce assit définitivement la puissance économique et la fortune du marchand avignonnais. Associé, depuis 1367, avec des drapiers installés dans la ville du Saint-Esprit, son consortium ouvrit six boutiques pour revendre le sel qui remontait le Rhône. 
L'exploitation du marais s'amplifia au cours du XVIe siècle. Elle incita François Ier, en 1532, à faire relier les salins d'Aigues-Mortes à la mer. Mais ce chenal, dit Grau-Henri, s'ensabla rapidement. En 1546, le Grand Prieur de Saint-Gilles, fief de l’Ordre de Saint-Jean de Jérusalem fit construire le salin de Saint-Jean, dans un étang qui jouxtait Peccais.  La fin du XVIIe siècle, dix-sept salins étaient en activité dans le marais de Peccais. Ils avaient pour nom : L’Abbé, Les Aubettes, Bourbuisset, Les Brassives, La Courbe, La Donzelle, Les Étaques, La Fangouze, La Gaujouze, Le Gay, La Lone, Le Margagnon, Mirecoule, Roquemaure, Saint-Jean, Les Tuillières et Les Terrasses.

## Période moderne

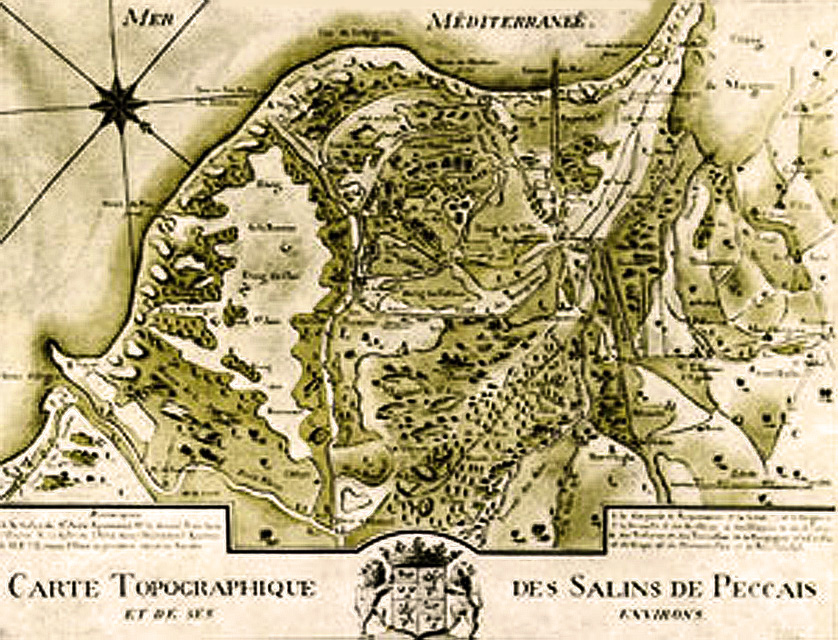
Carte topographique des marais de Peccais, XVIIIe siècle.

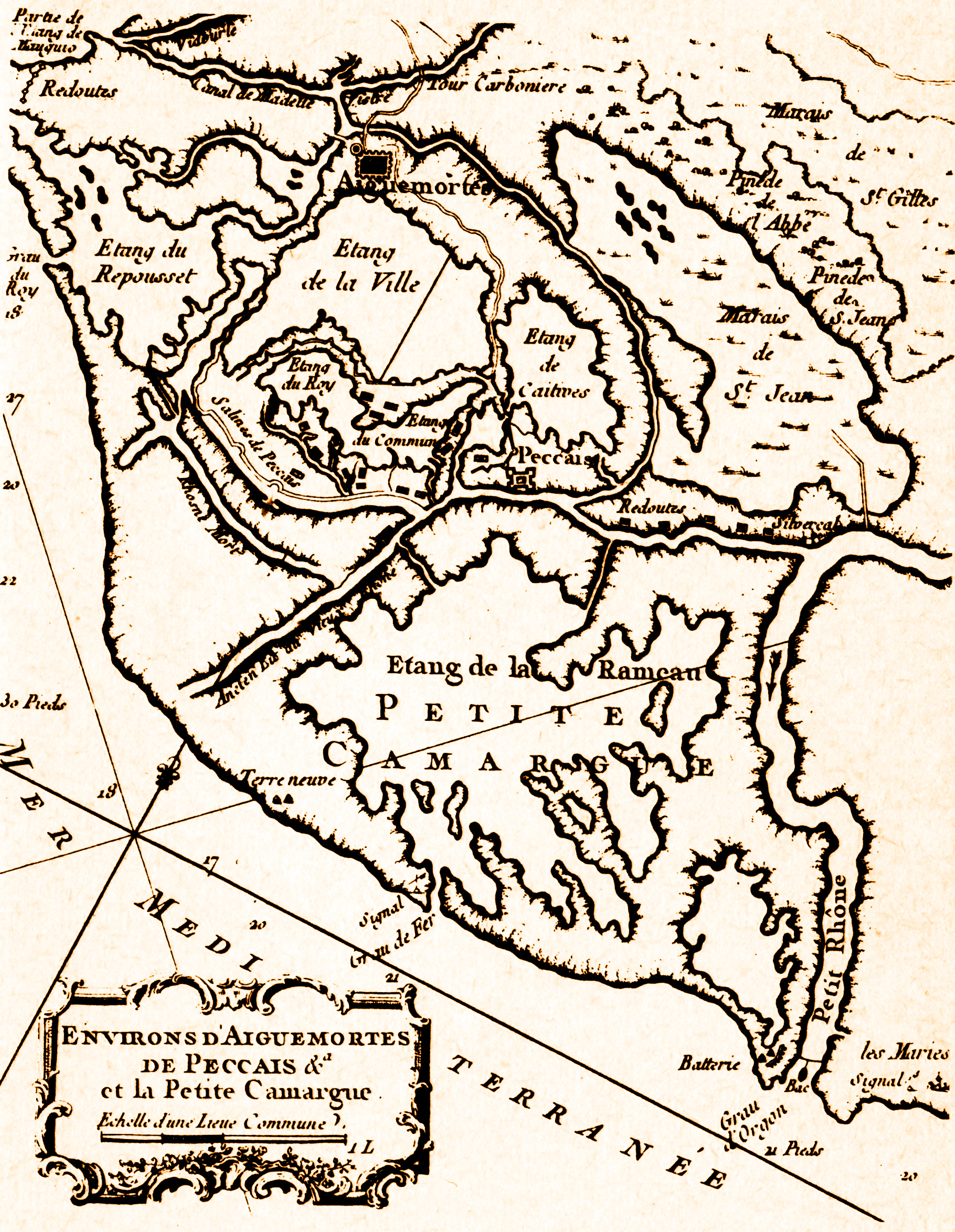
Plan du marais de Peccais et d'Aigues-Mortes, Gravure de Bellin 1764.

Au XVIIIe siècle, les différents propriétaires sauniers décidèrent de s'unir en société. Elle fut créée en 1716. Seule l'Église, qui possédait les salins de l’Abbé et de Saint-Jean resta en dehors de ce consortium. La société fut gérée par un syndic élu tous les ans. Les avantages d'une exploitation en commun firent adhérer quelques années plus tard, l'évêché d'Alès, propriétaire du salin de l’Abbé. Seul, le Grand Prieur de Saint-Gilles conserva son salin de Saint-Jean.
En 1790, un décret de la Convention déclara les salins de Peccais propriété nationale. Puis, ils furent restitués à leurs propriétaires, à l'exception de ceux de l’Abbé et de Saint-Jean qui restèrent propriété de l’État.

## Période contemporaine
Le XIXe siècle allait voir les dernières grandes mutations de l'exploitation du marais de Peccais. Après les inondations du Rhône de 1840 et 1842, les salins de l’Abbé et de Saint-Jean ayant été rachetés par négociant de Montpellier, les propriétaires locaux s’associèrent avec lui. Cette société anonyme fut créée en 1856 et prit le nom de « Compagnie des Salins du Midi » et son siège fut fixé à Aigues-Mortes. Les Salins du Midi s’assurèrent  progressivement du contrôle, puis de la propriété de tous les salins de la côte méditerranéenne française.